# 쓰다역
쓰다역(일본어: 津田駅, つだえき 쓰다에키[*])은 일본 오사카부 히라카타시에 위치한 서일본 여객철도의 역이다.

## 역 구조
상대식 승강장으로 2면 2선의 지상역이다. 다만 승강장 양쪽에 대피선 설치용 공간이 있어 언제든지 2면 4선 형태로 개조할 수 있는 환경이 갖추어져 있지만 현재는 보선 차량의 유치 공간으로 남겨져 있다. 경사면 상의 승강장이기 때문에 역사와 승강장 간은 계단으로 연결되어 있다. 덧붙여 쓰다 역은 서일본 여객철도 교통 서비스의 위탁 영업을 받고 있다.
이코카 및 제휴 교통 카드의 사용이 가능하다.

### 승강장
| 1 | ■ 갓켄토시 선 | 마쓰이야마테・기즈 방면 |
| 2 | ■ 갓켄토시 선 | 시조나와테・교바시 방면 |

## 역사
증기 기관차가 운용되던 시절에는 급수 탱크가 설치되어 있어 상행 열차가 약 5분간 정차하며 급수한 바 있었다. 제2차 세계 대전 당시 일본 제국 육군 나카노미야 연습장 (긴야 화약고)와 연결되는 전용선이 있었으나 현재는 그 자리에 일본 국도 307호선의 우회도로가 생겼다.
- 1898년 4월 12일: 간사이 철도 나가오 ~ 시조나와테 사이에 신설.
- 1907년 10월 1일: 국유화에 의해 일본국유철도의 소속이 되었다.
- 1909년 10월 12일: 노선명칭제정에 따라 가타마치 선의 소속이 되었다.
- 1987년 4월 1일: 민영화에 의해 서일본 여객철도의 소속이 되었다.
- 2003년 11월 1일: 이코카의 사용이 개시되었다.

## 인접정차역
| 서일본 여객철도 가타마치 선 | 서일본 여객철도 가타마치 선 | 서일본 여객철도 가타마치 선 |
| --------------------------- | --------------------------- | --------------------------- |
| 후지사카 기즈 방면          | ■ 갓켄토시 선 구간쾌속·보통 | 가와치이와후네 교바시 방면  |